# Richarlison
Richarlison de Andrade (Nova Venécia, 10. svibnja 1997.) brazilski je nogometaš koji igra na poziciji napadača. Trenutačno igra za Tottenham Hotspur.

## Klupska karijera

### América Mineiro
Godine 2014. prešao je iz brazilskog kluba Real Noroeste u klub América Mineiro. U srpnju 2015. promoviran je u prvu momčad Américe. Za prvu momčad debitirao je i prvi put bio strijelac 4. srpnja kada je América u utakmici Série B pobijedila Mogi Mirim 3:1. Te je sezone s Américom ostvario promociju u Série A.

### Fluminense
Richarlison je 29. prosinca 2015. potpisao petogodišnji ugovor s Fluminenseom.  Za Fluminense je debitirao 13. svibnja 2016. u utakmici brazilskog kupa protiv Ferroviárije koja je završila 3:3. Sudjelovao je u postizanju sva tri gola. Dva dana kasnije Richarlison je ostvario svoj prvoligaški debi protiv svog bivšeg kluba Américe koja je poražena s minimalnih 0:1. Svoj prvi ligaški gol u dresu Fluminensea postigao je 26. lipnja kada je Flamengo izgubio 1:2.
Richarlison je u sezoni 2017. s 8 postignutih golova u 12 utakmica natjecanja Campeonato Carioca (ligaškog natjecanja za klubove brazilske savezne države Rio de Janeiro) bio najbolji strijelac tog natjecanja. U toj je sezoni Richarlison s Fluminenseom bio viceprvak te je imenovan članom momčadi sezone za sezonu 2017.

### Watford
Dana 8. kolovoza 2017. potpisao je petogodišnji ugovor s Watfordom za 11,2 milijuna funti. Za Watford je debitirao četiri dana kasnije u utakmici prvog kola Premier lige 2017./18. u kojoj je Watford remizirao 3:3 s Liverpoolom. Svoj prvi klupski pogodak postigao je u idućoj utakmici u kojoj je Bournemouth izgubio 0:2. Richarlison je bio jedini igrač Watforda koji je odigrao sve utakmice te ligaške sezone. Pritom je postigao pet pogodaka.

### Everton
Dana 24. srpnja 2018. prešao je u Everton za iznos od 35 milijuna funti koji uz bonuse može narasti do 50 milijuna funti. Za Everton je debitirao i postigao svoja prva dva pogotka 11. kolovoza kada je Everton igrao 2:2 s Wolverhamptonom u Premier ligi. Dana 3. studenoga zabio je dva gola u ligaškom susretu protiv Brightona koji je završio 3:1.  Richarlison je te sezone bio najbolji strijelac Evertona uz Gylfija Sigurðssona. Svaki od njih je postigao po 14 pogodaka od kojih samo jedan nije bio ligaški. U idućoj sezoni, 2019./20., Richarlison je ponovno bio najbolji strijelac kluba, no ovaj put uz Dominica Calvert-Lewina. Oboje su postigli 15 pogodaka, a 13 od tih u Premier ligi. Dana 3. prosinca 2019. Richarlison je potpisao novi petogodišnji ugovor s Evertonom. Dana 20. veljače 2021. postigao je gol protiv gradskog rivala Liverpoola koji je izgubio 0:2. To je bila Evertonova prva pobjeda nad Liverpoolom na Anfieldu od rujna 1999.

### Tottenham Hotspur
Dana 1. srpnja 2022. Richarlison je potpisao ugovor s Tottenham Hotspurom do 2027. za iznos od 50 milijuna funti koji može narasti za još 10 milijuna funti. U UEFA Ligi prvaka debitirao je te pritom postigao svoja prva dva klupska gola 7. rujna kada je postigao jedina dva gola na utakmici protiv Marseillea.

## Reprezentativna karijera
Za brazilsku nogometnu reprezentaciju debitirao je 7. rujna zamijenivši Roberta Firmina u 75. minuti prijateljske utakmice protiv SAD-a koji je izgubio susret rezultatom 0:2. Četiri dana kasnije postigao je svoja prva dva reprezentativna pogotka i to u prijateljskoj utakmici protiv Salvadora kojeg je Brazil dobio 5:0.
S Brazilom je osvojio Copu Américu 2019. održanom u Brazilu. Postigao je gol iz penala za konačnih 3:1 u finalu protiv Perua.
Bio je član brazilske momčadi na Olimpijskim igrama 2020. U svom olimpijskom debiju postigao je hat-trick protiv Njemačke koja je poražena 4:2. S Brazilom je u finalu dobio Španjolsku 2:1 premda je fulao penal. S pet postignutih pogodaka bio je najbolji strijelac Olimpijskih igri 2020.
Dana 7. studenog 2022. imenovan je članom brazilske momčadi za Svjetsko prvenstvo 2022. u Kataru. U prvoj utakmici grupne faze postigao je jedina dva pogotka na utakmici odigrane protiv Srbije.

## Priznanja

### Individualna
- Član najbolje momčadi natjecanja Campeonato Carioca: 2017.[9]
- Najbolji strijelac Olimpijskih igara: 2020.[30]

### Reprezentativna
Brazil do 23 godine
- Olimpijske igre: 2020.[27]

Brazil
- Copa América: 2019.[31]

## Vanjske poveznice
- Profil, Tottenham Hotspur
- Richarlison u UEFA-inim natjecanjima  (engl.)